# Valencia (famiglia)
I Valencia sono una famiglia spagnola di origine reale, italianizzata in Valenza, discendenti dai re di Castiglia e Leon della dinastia degli Anscarici.

## Origine
Hanno come capostipite un infante Giovanni, il quale ricevette Valencia de Campos dal padre Alfonso X. La città donatagli cambiò nome nell'attuale Valencia de Don Juan. Si sposò con una Margherita figlia di Guglielmo VII del Monferrato ed ebbero un unico figlio, Alfonso, che adottò il cognome Valencia e lo trasmise alla sua discendenza. Un altro Alfonso prese parte al secondo viaggio per le Indie comandato da Cristoforo Colombo, imbarcandosi il 25 settembre 1493. A Santo Domingo si sposò con una donna originaria di Vitória, Costanza di Vergara. Un altro Juan detto "il peruviano" fu una spia di Filippo IV, dalle prove fornite per l'ingresso nell'Ordine militare di Calatrava si evince che nacque a Lima e fu battezzato il 25 febbraio 1605.